# Impatiens sutchuenensis
Impatiens sutchuenensis är en balsaminväxtart som beskrevs av Adrien René Franchet och Joseph Dalton Hooker. Impatiens sutchuenensis ingår i släktet balsaminer, och familjen balsaminväxter. Inga underarter finns listade i Catalogue of Life.